# Sub-quantum Medium
Na MQ emergente, o meio subquântico ou Sub-quantum Medium (em inglês), é o campo a partir do qual o comportamento quântico emerge. Houve outras investigações sobre a composição física de um meio subquântico, como a eletrodinâmica estocástica e o fluido invíscido compressível de Brady - um campo clássico que é posicionado para sustentar a mecânica quântica e o eletromagnetismo.
De Broglie apoiava que o meio subquântico é composto de partículas subquânticas. Ele baseou suas idéias no conceito de partículas que são concentrações de energia guiadas pelo espaço por uma onda real, e trocando energia com um meio subquântico.